# Joachim Matzner
Joachim Matzner (* 27. Januar 1931 in Berlin-Lichterfelde; † 10. Dezember 2003 in Pätz, Brandenburg) war ein deutscher Musikjournalist. Bekannt wurde er als „Vater“ des ersten Spartensenders für klassische Musik in Deutschland, Bayern 4 Klassik.

## Leben
1950 schloss Matzner das Askanische Gymnasium in Berlin, Tempelhof mit dem Abitur ab. Danach begann er ein Studium der Musikwissenschaften, Publizistik, Physik an der Freien Universität Berlin. 1967 promovierte er (magna cum laude) bei Adam Adrio mit einer Arbeit zur Systematik der Borduninstrumente.
1958 nahm er seine journalistische Tätigkeit als Musikkritiker durch Konzertberichte und Besprechungen von Schallplatten für Die Welt, Die Zeit, die FAZ und die SZ auf. Ab 1961 ist er ständiger Mitarbeiter der Zeitschrift  fono forum.
Nachdem er beim RIAS Berlin schon als freier Autor für den Schulfunk gearbeitet hatte, nahm er dort 1963 eine Stelle als Musikredakteur an. Als Redakteur im Bildungsprogramm erhielt er 1965 den Kurt-Magnus-Preis der ARD für eine Reportage über den Aufenthalt der Berliner Philharmoniker unter Herbert von Karajan in Sankt Petersburg. Seine Sendungen über  Furtwängler und Toscanini galten bei Kritikerkollegen als Glanzpunkte des Programms.
Von 1963 bis 2003 war er Jury-Mitglied für den Preis der deutschen Schallplattenkritik in der Sparte Symphonisches.
1972 wurde er Stellvertretender Programmchef Musik beim Süddeutschen Rundfunk Stuttgart. Ebenfalls 1972 wurde ihm im Rahmen eines Lehrauftrag zu Musikwissenschaft und publizistischer Praxis an der FU Berlin Gelegenheit gegeben, seine Erfahrungen weiterzugeben.
Im Februar 1977 wurde Matzner Leiter der Abteilung Ernste Musik beim  Bayerischen Rundfunk. 1980 initiierte er die Klassikwelle Bayern 4 und blieb Chef des Klassikprogramms bis 1993. Die „Klassikwelle“ wurde zu einem Markenzeichen des Bayerischen Rundfunks.
Maßgeblich war Matzner zusammen mit dem Hörfunkdirektor Ernst Emmerich daran beteiligt, die Archive des Bayerischen Rundfunks sowohl rundfunkhistorischer als auch aktueller Konzertmitschnitte für Veröffentlichungen auf Tonträger zugänglich zu machen.
Von 1979 bis 1981 war Matzner Präsident der Münchener Beethoven-Gesellschaft.
Wer Joachim Matzner persönlich kennengelernt hat, dem fielen neben seiner Allgemeinbildung und Eloquenz gerne zwei typische Eigenschaften auf, ohne deren Beschreibung seine Biographie unvollständig wäre: Zum einen seine Kenntnis der großen Dirigenten des 20. Jahrhunderts samt ihren Dirigierstilen. Denn diese vermochte er unter kraftvollem Einsatz in ihrer Erscheinung und Mimik zu imitieren, um gleichzeitig ihre musikalischen Interpretationen solfeggierend darzustellen. Gerne sang und „dirigierte“ er ein Stück wie Toscanini es zum Erklingen gebracht hatte, um dann für die gleiche Musik den unterschiedlichen Dirigierstil von beispielsweise Furtwängler visuell und klanglich nachzugestalten.
Zum anderen kennzeichnete ihn (laut Jürgen Meyer-Josten, 1993) sein treffsicherer Witz und Humor. Unvergessen sein Vortrag beim Festival Komische Musik im Juli 1997 im damaligen Tempel experimenteller Musik, dem Podewil Berlin. In einem mitreißenden Vortrag beschrieb er seine Hustenprobleme als Chef eines Musiksenders. Er sprach von grobrachitischen Konzertanreicherungen, mit denen er in Selbstironie auch eine lebenslange Angst vor konzertanten Hustenanfällen darzustellen versuchte. (SWR und MDR sendeten einen etwa 25-minütigen Ausschnitt aus dem Vortrag als Hörspiel unter dem Titel „Meine Huster“.)
Nach seiner Pensionierung zog Matzner zusammen mit seiner Frau Christiane Rutledge-Matzner nach Eichwalde bei Berlin. Dort veranstaltete er als Vorsitzender des neu gegründeten Kulturbeirats ab 1997 in der Alten Feuerwache, dem Eichwalder Kulturzentrum, Konzerte mit befreundeten  Musikern, wie der Orchester-Akademie bei der Staatskapelle Berlin oder Solisten aus dem Symphonieorchester des Bayerischen Rundfunks oder der Deutschen Oper Berlin. Joachim Matzner kam am 10. Dezember 2003 durch einen Autounfall in Pätz (Brandenburg) ums Leben.

## Publikationen
- Zur Systematik der Borduninstrumente. (Sammlung musikwissenschaftlicher Abhandlungen, Band 53) Verlag Heitz, Baden-Baden 1970
- Der Dirigent Wilhelm Furtwängler in Beispielen. Buch und 2 Musikkassetten. Auswahl und Begleittexte. Atlantis Musikbuch, Zürich 1986
- Furtwängler-Studien. I.
- Beiträge zum Symposium der 1. Wilhelm-Furtwängler-Tage, Jena von Joachim Matzner, Werner Thärichen, Roger Allen, und Günter Birkner Ries & Erler (1998)
- Furtwängler. Analyse, Dokument, Protokoll
- Schott Music Int. GmbH+Co (1998)
- Die Berliner Philharmonie. Philharmoniker, Dirigenten, Solisten. Fotografie: Reinhard Friedrich, Einführung: Joachim Matzner. G+H Verlag, Berlin 1999, ISBN 3-931768-36-8.

| Personendaten    | Personendaten                                                     |
| ---------------- | ----------------------------------------------------------------- |
| NAME             | Matzner, Joachim                                                  |
| KURZBESCHREIBUNG | deutscher Musikwissenschaftler, Musikjournalist, Bayern 4 Klassik |
| GEBURTSDATUM     | 27. Januar 1931                                                   |
| GEBURTSORT       | Berlin-Lichterfelde                                               |
| STERBEDATUM      | 10. Dezember 2003                                                 |
| STERBEORT        | Pätz, Brandenburg                                                 |